# Hypercourt
Hypercourt ist eine französische Gemeinde mit 686 Einwohnern (Stand: 1. Januar 2022) im Département Somme in der Region Hauts-de-France. Sie gehört zum Arrondissement Péronne und zum Kanton Ham.
Sie entstand als Commune nouvelle mit Wirkung vom 1. Januar 2017 durch die Zusammenlegung der bisherigen Gemeinden Hyencourt-le-Grand, Omiécourt und Pertain, die in der neuen Gemeinde den Status einer Commune déléguée haben. Der Verwaltungssitz befindet sich im Ort Pertain.

## Gliederung
| Ortsteil                  | ehemaliger INSEE-Code | Fläche (km²) | Einwohnerzahl zum 1. Januar 2022 |
| ------------------------- | --------------------- | ------------ | -------------------------------- |
| Pertain (Verwaltungssitz) | 80621                 | 7,88         | 359                              |
| Hyencourt-le-Grand        | 80447                 | 2,95         | 074                              |
| Omiécourt                 | 80608                 | 5.54         | 253                              |

## Lage
Nachbargemeinden sind Chaulnes, Ablaincourt-Pressoir, Marchélepot, Licourt, Potte, Curchy und Puzeaux.